# 랜들 바틴코프
랜들 배틴코프(Randall Batinkoff, 1968년 10월 16일 ~ )는 미국의 배우이다.

## 출연 작품
- 배드 그랜마스 (2017년)
- 후겟츠 웨슬리 (2016년) - 글렌 해넌 역
- 37 (2014년)
- 타이 댓 바인드 (2011년) - 댄 두빅 역
- 멍거 로드 (2011년)
- 엑스맨: 퍼스트 클래스 (2011년) - 맨 인 블랙 슈트 에이전트 역
- 래즈베리 매직 (2010년)
- 킥 애스: 영웅의 탄생 (2010년)
- 마지막 자장가 (2008년)
- 보더타운 (2007년)
- 브로큰 (2006, Broken) - 클리프 역
- 다크 메모리즈 (2006년) - 제프 역
- 베니스 언더그라운드 (2005년) - 프랭크 역
- 블루 데몬 (2004년)
- 아이 러브 유어 워크 (2003년)
- 에이프릴 샤워 (2003년) - 폴리 역
- 더 먼스 오브 어거스트 (2002년) - 샘 역
- 라스트 마샬 (1999년)
- 데드 맨스 커브 (1998년) - 랜드 역
- 매드 씨티 (1997년)
- 이보다 더 좋을 순 없다 (1997년)
- 피스메이커 (1997년) - 켄 역
- 워킹 앤 토킹 (1996년)
- 루크페리의 뱀파이어 해결사 (1992년)
- 스쿨 타이 (1992년)
- 플레이어 (1992년)
- 미혼모 (1988년)
- 스텝포드의 비밀 (1987, The Stepford Children)
- 스트리트 워킹 (1985년)

### 텔레비전
- 사랑을 위하여 (1996년)